# Siphona sylvatica
Siphona sylvatica là một loài ruồi trong họ Tachinidae.